# Ӆ
La Ӆ, minuscolo ӆ, chiamata anche elle con cediglia, è una lettera dell'alfabeto cirillico posizionata tra la Л e la М. Viene usata solo nella versione cirillica modificata per la lingua sami di Kildin dove rappresenta la consonante fricativa alveolare laterale /ɬ/.